# Konstanze Dutzi
Konstanze Dutzi (* 23. Februar 1974 in Wien) ist eine österreichische Schauspielerin.

## Leben und Ausbildung
Konstanze Dutzi wuchs in Wien und Tirol auf. In Innsbruck machte sie die Matura und absolvierte von 1996 bis 1999 ein Schauspielstudium an der Schauspielschule Sachers.
Im Jahr 2000 studierte sie an der University of California, Los Angeles und trainierte dort Improvisational theatre/Stand-up-Comedy und Sitcom Acting. Konstanze Dutzi erweiterte ihr Repertoire überdies durch die Zusammenarbeit mit Lisa Dalton in der National Michael Chekhov Association.
Konstanze Dutzi arbeitete bereits als Barkeeperin, Radiomoderatorin und Museumsguide und war durchgehend festes Mitglied einer Theatersport-Gruppe. Anschließend spielte sie in zahlreichen Theaterstücken auf österreichischen Bühnen (u. a. auf der des Theaters Provinz in Innsbruck) und tourte mit ihrem Ensemble durch Deutschland und Polen.
Seit 1997 steht Konstanze Dutzi vor der Filmkamera und spielte in Film- und Fernsehproduktionen sowie Kurzfilmen diverser Filmuniversitäten.
Als Comedy Duo „famos feminin“ tritt Dutzi mit ihrer Schauspielkollegin Maria Gundolf in Deutschland und Österreich auf. 
Mit der Improvisationstheater Gruppe "Turbine William wie die Birne" spielt Konstanze Dutzi laufend im Amphitheater und in der Märchenhütte des Hexenkessel Hoftheaters Berlin und im Pfefferberg Theater Berlin.
Konstanze Dutzi ist seit 2006 fest im Team der Rote Nasen Clowndoctors und erheitert kranke Kinder und Senioren in Kliniken in Berlin und Brandenburg.
Seit 2000 lebt Dutzi mit ihrer Familie in Berlin.

## Filmografie (Auswahl)
- 1999: Carla.com
- 2000: Bender
- 2002: Parzival
- 2002: Wolffs Revier
- 2003: Suche Mann für meine Frau
- 2004: Tausendmal berührt
- 2005: Blackout – Die Erinnerung ist tödlich
- 2006: KDD – Kriminaldauerdienst
- 2008: Sklaven und Herren
- 2011: Anna
- 2011: 51% oder Burnout
- 2012: Es kommt noch dicker – Die Verwandlung
- 2013: SOKO Wismar – Der Gourmetkoch
- 2014: Letzte Spur Berlin – Sieben Leben
- 2014: Ein Fall von Liebe – Vater und Sohn
- 2014: SOKO Donau – Und raus bist Du
- 2014: Das Alter der Erde
- 2014: Deutschland 83 – Able Archer
- 2015: Notruf Hafenkante – Endlich schlank
- 2015: Am Ende des Sommers
- 2017: Schnell ermittelt – Lia Pollak
- 2017: The Invisible Hand Of Adam Smith
- 2018: Die letzten fünf Minuten der Welt
- 2018: SOKO Wismar – Herr der Lüfte
- 2018: Das Wunder von Wörgl
- 2019: Nobadi
- 2020: SOKO Kitzbühel – Herztod (Fernsehserie)
- 2022: SOKO Linz – Women only (Fernsehserie)
- 2023: Landkrimi – Das Schweigen der Esel (Fernsehreihe)
- 2024: Blutige Anfänger: Kinder der Nacht (Fernsehserie)
- 2025: SOKO Potsdam: Liebe macht blind (Fernsehserie)
- 2025: Wilma will mehr